# X5 Group
X5 Group zählt zu den führenden russischen Multiformat-Lebensmitteleinzelhändlern. Die Gruppe verwaltet Supermärkte von mehreren Handelsketten: „Pjatjorotschka“ Nachbarschaftsläden, „Perekrjostok“ Supermärkte und „Karussell“ Hypermärkte.
Die Aktien des Unternehmens werden als Hinterlegungsscheine an der London Stock Exchange (LSE) und an der Moskauer Börse (MCX) notiert.

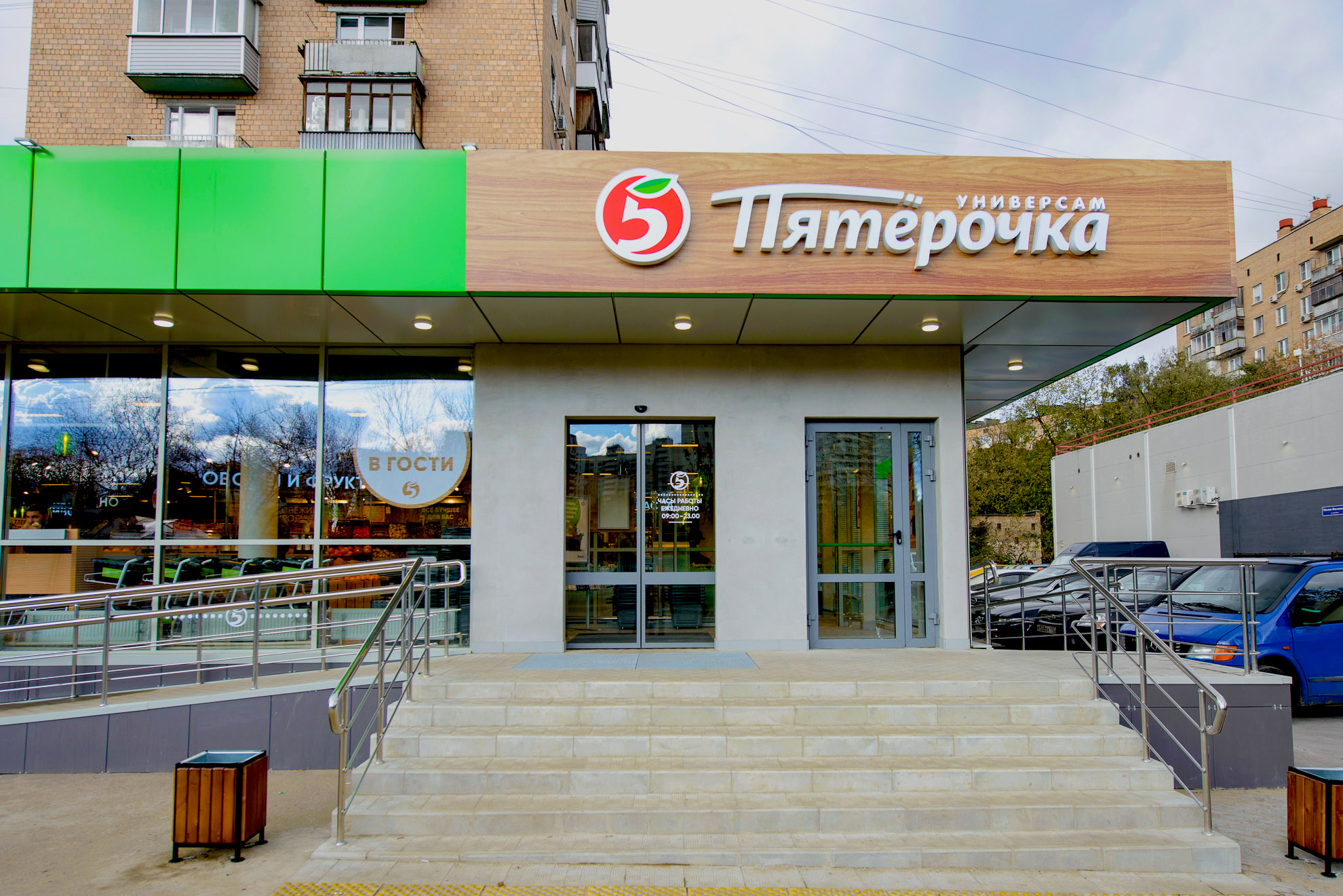
Moskauer Nachbarschaftsladen „Pjatjorotschka“ im neuen Konzept von 2019, Außenansicht

## Geschichte
Das Unternehmen wurde 2006 durch die Verschmelzung der Handelsketten „Pjatjorotschka“ und „Perekrjostok“ gegründet. Bei der Verschmelzung bekam die vereinigte Firma die Kaufoption für die „Karussell“ Hypermarktkette und realisierte diese 2008.
Zu den weiteren größten Ankäufen zählten 2010 über 660 „Kopeika“ Läden.

## Gesellschafterstruktur
Die Gesellschafterstruktur von X5 stelĺt sich wie folgt dar: CTF Holdings S.A. besitzt 47,86 %, Intertrust Trustees Ltd (Axon Trust) 11,43 %, die Geschäftsführer von X5 0,06 %, eigene Aktien sind 0,01 %, und 40,63 % der Aktien sind im Streubesitz.

## Geschäftsführung
2015 übernahm Stephan DuCharme die Leitung des Aufsichtsrates von X5, der schon 2008–2012, bevor er die Position des Geschäftsführers einnahm, als unabhängiger Direktor im Aufsichtsrat tätig war.
Seit November 2015 hat Igor Shekhterman die Position des Geschäftsführers inne.

## Handelsketten

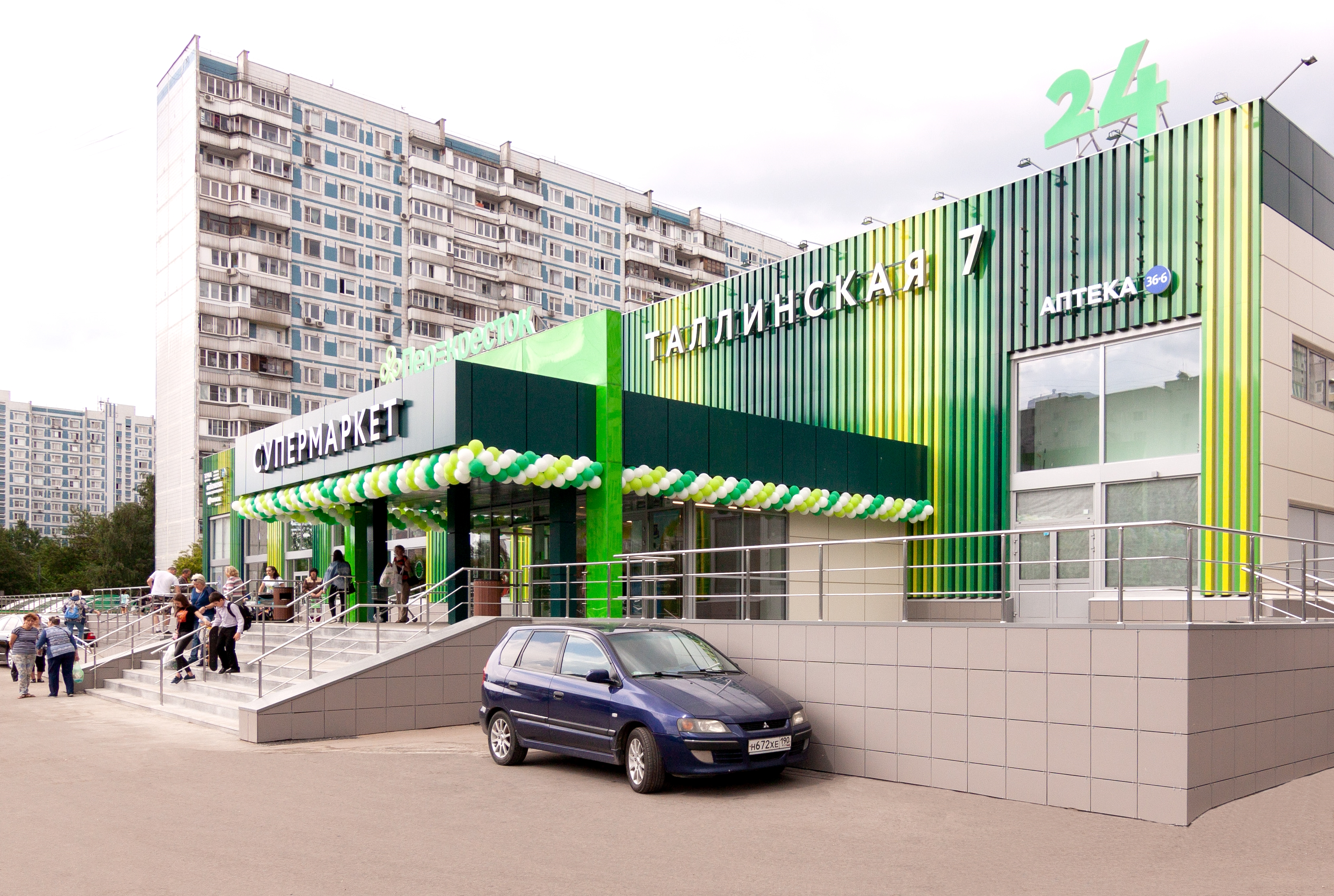
Moskauer Supermarkt „Perekrjostok“ im neuen Konzept von 2020, Außenansicht

### „Pjatjorotschka“
„Pjatjorotschka“ ist eine Handelskette mit Lebensmittelgeschäften im „Nachbarschaftsladen“- Format. Im 2018 wurde der 12000. Laden dieser Kette eröffnet.

### „Perekrjostok“
„Perekrjostok“ ist eine Handelskette mit Lebensmittelgeschäften im Supermarkt-Format. Diese Kette ist die Größte in diesem Segment in Russland. Im Oktober 2017 wurde der 600. Supermarkt dieser Kette eröffnet.

### „Karussell“
Die „Karussell“-Handelskette umfasst Lebensmittelgeschäfte im Hypermarkt-Format. Zum 31. Dezember 2019 zählte diese Kette 91 Hypermärkte.

## Tätigkeit

### Finanzielle und operative Kennzahlen
Per 31. Dezember 2019 verwaltete das Unternehmen 16.297 Geschäfte, darunter 15.354 „Pjatjorotschka“ Läden, 852 „Perekrjostok“ Supermärkte und 91 „Karussell“ Hypermärkte.
| Die wichtigsten finanziellen Kennzahlen | Die wichtigsten finanziellen Kennzahlen | Die wichtigsten finanziellen Kennzahlen | Die wichtigsten finanziellen Kennzahlen | Die wichtigsten finanziellen Kennzahlen | Die wichtigsten finanziellen Kennzahlen | Die wichtigsten finanziellen Kennzahlen | Die wichtigsten finanziellen Kennzahlen |
| Kennzahl / Jahr                         | 2013                                    | 2014                                    | 2015                                    | 2016                                    | 2017                                    | 2018                                    | 2019                                    |
| --------------------------------------- | --------------------------------------- | --------------------------------------- | --------------------------------------- | --------------------------------------- | --------------------------------------- | --------------------------------------- | --------------------------------------- |
| Erlös, Mio. Rubel                       | ▲ 534 560                               | ▲ 633 873                               | ▲ 808 818                               | ▲ 1 033 667                             | ▲ 1 295 008                             | ▲ 1 532 537                             | ▲ 1 734 347                             |
| Bruttogewinn, Mio. Rubel                | ▲ 130 348                               | ▲ 154 982                               | ▲ 198 390                               | ▲ 249 985                               | ▲ 308 938                               | ▲ 369 720                               | ▲ 425 798                               |
| Bruttorentabilität, %                   | ▲ 24,4                                  | ▲ 24,5                                  | 24,5                                    | ▼ 24,2                                  | ▼ 23,9                                  | ▲ 24,1                                  | ▲ 24,6                                  |
| EBITDA, Mio. Rubel                      | ▲ 38 350                                | ▲ 45 860                                | ▲ 55 233                                | ▲ 76 267                                | ▲ 96 193                                | ▲ 107 628                               | ▲ 122 585                               |
| EBITDA Rentabilität, %                  | ▲ 7,2                                   | 7,2                                     | ▼ 6,8                                   | ▲ 7,4                                   | 7,4                                     | ▼ 7,0                                   | ▲ 7,1                                   |
| Operativer Gewinn, Mio. Rubel           | ▲ 25 296                                | ▲ 28 288                                | ▲ 34 449                                | ▲ 45 631                                | ▲ 57 758                                | ▲ 58 154                                | ▲ 60 251                                |
| Operative Rentabilität, %               | ▲ 4,7                                   | ▼ 4,5                                   | ▼ 4,3                                   | ▲ 4,4                                   | ▲ 4,5                                   | ▼ 3,8                                   | ▼ 3,5                                   |
| Nettogewinn, Mio. Rubel                 | ▲ 10 984                                | ▲ 12 691                                | ▲ 14 174                                | ▲ 22 291                                | ▲ 31 394                                | ▼ 28 642                                | ▼ 25 908                                |
| Rentabilität des Nettogewinns, %        | ▲ 2,1                                   | ▼ 2,0                                   | ▼ 1,8                                   | ▲ 2,2                                   | ▲ 2,4                                   | ▼ 1,9                                   | ▼ 1,5                                   |

| Anzahl Läden (per 31. Dezember des Jahres) | Anzahl Läden (per 31. Dezember des Jahres) | Anzahl Läden (per 31. Dezember des Jahres) | Anzahl Läden (per 31. Dezember des Jahres) | Anzahl Läden (per 31. Dezember des Jahres) | Anzahl Läden (per 31. Dezember des Jahres) | Anzahl Läden (per 31. Dezember des Jahres) | Anzahl Läden (per 31. Dezember des Jahres) | Anzahl Läden (per 31. Dezember des Jahres) | Anzahl Läden (per 31. Dezember des Jahres) | Anzahl Läden (per 31. Dezember des Jahres) | Anzahl Läden (per 31. Dezember des Jahres) | Anzahl Läden (per 31. Dezember des Jahres) |
| Handelsketten / Jahr                       | 2008                                       | 2009                                       | 2010                                       | 2011                                       | 2012                                       | 2013                                       | 2014                                       | 2015                                       | 2016                                       | 2017                                       | 2018                                       | 2019                                       |
| ------------------------------------------ | ------------------------------------------ | ------------------------------------------ | ------------------------------------------ | ------------------------------------------ | ------------------------------------------ | ------------------------------------------ | ------------------------------------------ | ------------------------------------------ | ------------------------------------------ | ------------------------------------------ | ------------------------------------------ | ------------------------------------------ |
| Pjatjorotschka                             | 848                                        | ▲ 1 039                                    | ▲ 1 392                                    | ▲ 2 525                                    | ▲ 3 220                                    | ▲ 3 882                                    | ▲ 4 789                                    | ▲ 6 265                                    | ▲ 8 363                                    | ▲ 11 225                                   | ▲ 13 522                                   | ▲ 15 354                                   |
| Kopeika                                    | -                                          | -                                          | 660                                        | -                                          | -                                          | -                                          | -                                          | -                                          | -                                          | -                                          | -                                          | -                                          |
| Perekrjostok                               | 207                                        | ▲ 275                                      | ▲ 301                                      | ▲ 330                                      | ▲ 370                                      | ▲ 390                                      | ▲ 403                                      | ▲ 478                                      | ▲ 539                                      | ▲ 638                                      | ▲ 760                                      | ▲ 852                                      |
| Karussell                                  | 46                                         | ▲ 58                                       | ▲ 71                                       | ▲ 77                                       | ▲ 78                                       | ▲ 83                                       | ▼ 82                                       | ▲ 90                                       | ▲ 91                                       | ▲ 93                                       | ▲ 94                                       | ▼ 91                                       |
| Convenience Shop Express                   | -                                          | -                                          | 45                                         | ▲ 70                                       | ▲ 134                                      | ▲ 189                                      | ▲ 209                                      | ▼ 187                                      | ▲ 194                                      | ▼ 165                                      | ▼ 55                                       | -                                          |

### Shop-in-Shop Joint-Ventures

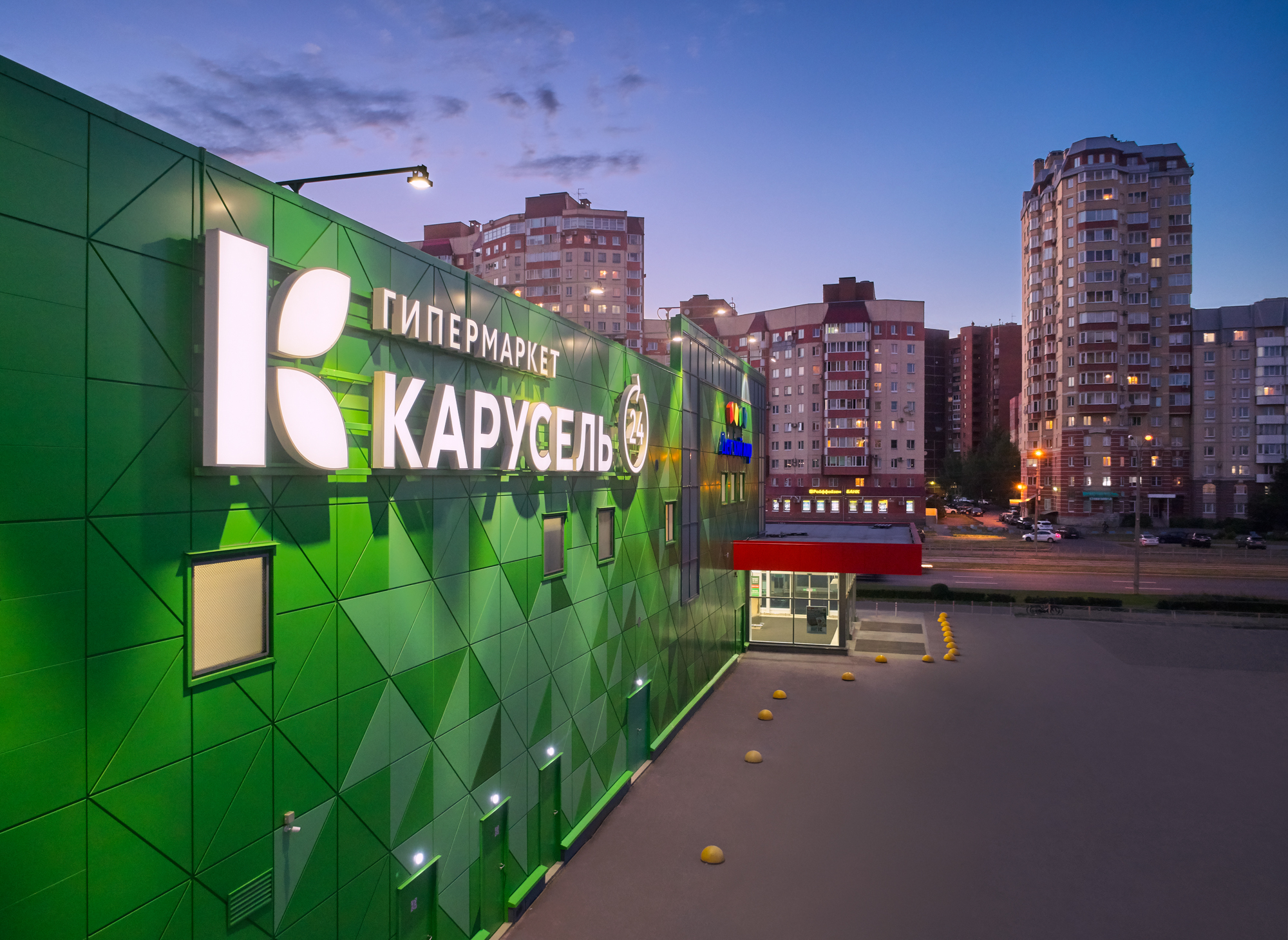
Hypermarkt Karussell im neuen Konzept von 2018 in Sankt Petersburg, Außenansicht

2013 wurde das Programm für die Akquisition von Untermietern für Geschäfte von X5 gestartet: per Ende 2017 eröffneten 5.500 Privatunternehmen über 29.000 eigene Verkaufsstellen in den Räumlichkeiten der Ketten. Die meisten Partner entwickeln ihre Geschäftstätigkeit in Zusammenarbeit mit der „Pjatjorotschka“ Handelskette: 5000 Untermieter belegen insgesamt 8 % der gesamten Handelsfläche dieser Kette, darunter sind über 3000 Bauern, kleinere und mittelständische Unternehmen, die Lebensmittel, Waren für Kinder oder auch verschiedene Dienstleistungen im Hinterkassenbereich sowie innerhalb der Geschäfte im Shop-in-Shop-Format anbieten.

## Logistik
Das strategische Projekt für die Trennung der Logistik von der Handelskette von Х5 zur Versorgung von „Nachbarschaftsläden“ und separaten Versorgung für Super- und Hypermärkte begann 2013.
Per 31. Dezember 2019 verwaltete Х5 42 Verteilzentren mit einer Gesamtfläche von 1,1 Mio. Quadratmeter – 30 davon betreuen die „Pjatjorotschka“-Handelskette und zwölf sorgen für Großformat-Handelsketten wie „Perekrjostok“ und „Karussell“.
Der Fuhrpark der X5 Retail Group besteht aus 4.124 eigenen Lastkraftwagen (Stand per 31. Dezember 2019).